# What If
What If е студиен албум на американската джаз фюжън група Dixie Dregs, издаден през 1978 г.

## Състав
- Стив Морз – китара (електрическа, класическа и китарен синтезатор), банджо
- Анди Уест – бас
- Алън Суоан – струнни, цигулка, виола
- Марк Периш – клавишни
- Род Моргенщайн – барабани, вокали